# Весёловское водохранилище
Весёловское водохранилище — водохранилище в Ростовской области России на реке Маныч (Западный Маныч). Образовано в 1941 году. Осуществляет многолетнее регулирование стока. Высота над уровнем моря — 10,0 м.
Нормальный подпорный уровень (НПУ) — более 7 м. Полный объём водохранилища при НПУ — 1 млрд м³, полезный — 190 млн м³, площадь водного зеркала при НПУ — 238 км², средняя глубина — 4,3 м
Весёловское водохранилище простирается на юго-запад на 98 км от посёлка Весёлый (Весёловский гидроузел) до посёлка Манычстрой (Пролетарский гидроузел). Максимальная ширина 7 км. Выше по течению расположено Пролетарское водохранилище, ниже по течению — Усть-Манычское водохранилище.
Водохранилище используется для орошения сельскохозяйственных земель, рыбного хозяйства, водного транспорта и энергетики.
В 5 км к юго-востоку от хутора Юловский на берегу Весёловского водохранилища находится позднепалеолитическая стоянка Юловская (ок. 16 тыс. лет назад).

## Физико-географическая характеристика
Береговая линия имеет протяжённость около 500 км. Береговая линия изрезанная, заливы образованы затопленными балками. На водохранилище имеются острова (Русский, Большой, Сенькина, Кроличий, Жеребков, Даржинский и другие). Северный берег обрывистый, высоты достигают 19-24 метров над уровнем моря (9-14 над уровнем водного зеркала). Южный берег пологий, поросший тростником.
Часть берега укреплена насаждениями белой акации, в северной и восточной части водохранилища расположены рисовые системы.
Гидрографическая сеть развита слабо. Водохранилище расположено между Сальско-Манычской грядой Ставропольской возвышенностью. Вода в водохранилище поступает из Пролетарского водохранилища, из Дона через Донской магистральный канал и вод местного стока.
Минерализация воды зависит от уровня стока пресной воды, в основном от стока кубанской воды в реку Егорлык по Невинномысскому каналу.

### Климат
Климат умеренный континентальный. Континентальность климата возрастает, а количество выпадающих осадков уменьшается по направлению с запада на восток. Если в районе посёлка Весёлый, расположенном у плотины водохранилища, среднегодовое количество атмосферных осадков составляет 522 мм, то в городе Пролетарске, расположенном на прилегающем к восточной части водохранилища заливе Чепрак, среднегодовое количество атмосферных осадков уменьшается до 470 мм.
| Климатограмма Весёлого                          | Климатограмма Весёлого | Климатограмма Весёлого | Климатограмма Весёлого | Климатограмма Весёлого | Климатограмма Весёлого | Климатограмма Весёлого | Климатограмма Весёлого | Климатограмма Весёлого | Климатограмма Весёлого | Климатограмма Весёлого | Климатограмма Весёлого |
| ----------------------------------------------- | ---------------------- | ---------------------- | ---------------------- | ---------------------- | ---------------------- | ---------------------- | ---------------------- | ---------------------- | ---------------------- | ---------------------- | ---------------------- |
| Я                                               | Ф                      | М                      | А                      | М                      | И                      | И                      | А                      | С                      | О                      | Н                      | Д                      |
| 42 −1,1 −7,1                                    | 35 −0,2 −6,8           | 33 5,4 −2,2            | 43 16,7 5,9            | 58 23,3 11,6           | 53 27,3 15,6           | 52 29,8 17,7           | 43 29,1 16,9           | 37 23,2 11,7           | 32 14,8 5,8            | 45 6,9 1,0             | 59 2,0 −3,3            |
| Температура в °C • Сумма осадков в мм Источник: |                        |                        |                        |                        |                        |                        |                        |                        |                        |                        |                        |

| Климатограмма Пролетарска                       | Климатограмма Пролетарска | Климатограмма Пролетарска | Климатограмма Пролетарска | Климатограмма Пролетарска | Климатограмма Пролетарска | Климатограмма Пролетарска | Климатограмма Пролетарска | Климатограмма Пролетарска | Климатограмма Пролетарска | Климатограмма Пролетарска | Климатограмма Пролетарска |
| ----------------------------------------------- | ------------------------- | ------------------------- | ------------------------- | ------------------------- | ------------------------- | ------------------------- | ------------------------- | ------------------------- | ------------------------- | ------------------------- | ------------------------- |
| Я                                               | Ф                         | М                         | А                         | М                         | И                         | И                         | А                         | С                         | О                         | Н                         | Д                         |
| 35 −0,9 −7,1                                    | 31 −0,2 −7,1              | 30 5,3 −2,5               | 39 16,4 5,5               | 44 23,1 11,4              | 49 27,4 15,6              | 47 30,1 17,9              | 41 29,2 17,1              | 32 23,3 11,9              | 32 15,0 5,8               | 41 6,9 0,8                | 49 2,1 −3,2               |
| Температура в °C • Сумма осадков в мм Источник: |                           |                           |                           |                           |                           |                           |                           |                           |                           |                           |                           |

### Населённые пункты
На берегах Весёловского водохранилища расположены посёлок Весёлый, хутора Каракашев, Хирный, Русский, Дальний, Степной Курган. На берегу залива Чепрак расположен город Пролетарск.

## Флора и фауна
Растительность водохранилища и его поймы представлена разными видами тростника, клубнекамыша, рогоза, камыша, рдеста, роголистника, резухи, сусака и других растений.
Животный мир представлен 87 видами фитопланктон, 33 видами рыб. Основное промысловое значение имеют лещ, тарань, судак и густера.
На территории водохранилища и прилегающих земель отмечены 3 вида амфибий и 8 видов рептилий (болотная черепаха, прыткая ящерица, ужи, полозы, степная гадюка).
Весёловское водохранилище лежит на пути миграций птиц, вследствие чего на нём отмечаются большие количества уток, гусей, лебедей, куликов; зафиксирован массовый пролёт лысухи, поганки, чаек.
В угодьях зарегистрировано 19 видов редких и исчезающих птиц и два вида млекопитающих, которые занесены в Красные книги Международного Союза по охране природы (МСОП) и Российской Федерации. Среди птиц — колпица и каравайка, чёрный аист, скопа, орлан-белохвост, степной орёл, могильник, змееяд, беркут, европейский тювик, сапсан, пискулька, краснозобая казарка, савка, черноголовый хохотун, ходулочник, шилоклювка, авдотка, дрофа. Редкие млекопитающие — южнорусская перевязка и гигантская вечерница.
Весёловское водохранилище имеет статус водно-болотных угодий международного значения, подпадающих под действие Рамсарской конвенции.